# 김율호
김율호(1985년~)는 대한민국의 배우이다.
20~30대 초반까지 여러 독립영화에 출연하였다. 30대 중후반에 이르러서 상업영화, 드라마에서 비중있는 배역을 맡았다.
2021년 1월 결혼하였다.

## 연기 활동

### TV / WEB 드라마
| 연도 | 작품               | 배역            | 방송사     | 비고                                               |
| ---- | ------------------ | --------------- | ---------- | -------------------------------------------------- |
| 2012 | 맛있는 인생        | 의사            | SBS        | 단역                                               |
| 2013 | 마의               | 의학 습독관     | MBC        | 단역                                               |
| 2013 | 7급 공무원         | 국정원 동기생   | MBC        | 고정단역                                           |
| 2013 | 굿 닥터            | 의사            | KBS 2TV    | 단역                                               |
| 2013 | 빛나는 로맨스      | 뺑소니범        | MBC        | 단역                                               |
| 2014 | 호텔킹             | 신입직원        | MBC        | 에피소드 주인공 (4부)                              |
| 2014 | 마녀의 연애        | 윤동하 의대선배 | TvN        | 고정단역                                           |
| 2014 | 끝없는 사랑        | 학생회장        | SBS        | 단역                                               |
| 2014 | 압구정 백야        | 송대리          | MBC        | 고정단역                                           |
| 2016 | 메들리             | 주연 명식       | 웹드라마   | 제 2회 K-웹페스트 국제영화제 '스릴러'부문 공식초청 |
| 2018 | 시간이 멈추는 그때 | 김형사          | KBS 스토리 | 단역                                               |
| 2019 | 청일전자 미쓰리    | 김수사관        | TvN        | 단역                                               |
| 2021 | 모범택시           | 변호사          | SBS        | 단역                                               |
| 2021 | 마인:MINE          | 김교관          | TvN        | 단역                                               |
| 2021 | 커피 한잔 할까요?  | 엄상호          | 카카오TV   | 조연                                               |
| 2022 | 너와 나의 경찰수업 | 추만석이사      | 디즈니+    | 조연                                               |
| 2022 | 군검사 도베르만    | 강철민소위      | TvN        | 단역                                               |
| 2023 | 사냥개들           | 독살범          | 넷플릭스   | 단역 (8부)                                         |
| 2023 | 경성크리처         | 카즈키          | 넷플릭스   | 단역 (5부)                                         |
| 2024 | 삼식이 삼촌        | 백현석대령      | 디즈니+    | 조연                                               |
| TBA  | 미라클             | 하승민기자      | TBA        | 조연                                               |

### 영화
| 연도 | 작품                    | 배역                                 | 장르          | 비고                             |
| ---- | ----------------------- | ------------------------------------ | ------------- | -------------------------------- |
| 2008 | 미모사                  | 주연                                 | 드라마        | 독립단편                         |
| 2010 | 꽃물                    | 주연 준상                            | 드라마        | 독립단편                         |
| 2012 | 청춘몽                  | 주연 재훈                            | 드라마        | 독립단편                         |
| 2013 | 사이                    | 주연 선호/진석 (1인2역)              | 드라마        | 독립단편                         |
| 2013 | 토로                    | 주연 대필                            | 드라마        | 독립단편                         |
| 2013 | 해피엔딩                | 주연 김준혁                          | 드라마        | 독립단편                         |
| 2013 | 하루                    | 주연 준석                            | 드라마        | 독립단편                         |
| 2013 | 시월이야기              | 주연 호원                            | 드라마        | 독립단편                         |
| 2013 | 더블 캐스트             | 주연 민석/진호 (1인 2역)             | 스릴러        | 독립단편                         |
| 2014 | 어느 날 오후에          | 주연 현수                            | 드라마        | 독립장편-성균관대 영상대학원 작  |
| 2014 | 머신                    | 주연                                 | 드라마        | 독립단편                         |
| 2015 | 루틴                    | 주연                                 | 드라마        | 독립단편                         |
| 2015 | 연평해전 (영화)         | 단역 357호 경비병                    | 실화/드라마   | 상업장편                         |
| 2016 | 메들리                  | 주연 명식                            | 드라마/스릴러 | 3부작 웹드라마                   |
| 2016 | 부산행                  | 조연 양복쟁이2                       | 액션/스릴러   | 상업장편                         |
| 2016 | 고산자, 대동여지도      | 단역 금위군3                         | 사극          | 상업장편                         |
| 2018 | 교환원                  | 주연 이우왕자                        | 시대극/로맨스 | 독립단편-CJ ENM O’PEN 당선작     |
| 2019 | 은서                    | 주연 재욱                            | 드라마        | 독립단편-한예종 영상원 전문사 작 |
| 2019 | 나를 찾아줘             | 단역 낚시꾼                          | 드라마/스릴러 | 상업장편                         |
| 2021 | 가족의 시간             | 주연 김우건                          | SF/드라마     | VR단편-KAFA / 영화진흥위원회 작  |
| 2021 | 차인표                  | 단역 조사반2 / 상상기자 (목소리출연) | 코미디        | 상업장편-넷플릭스                |
| 2021 | 메모리: 조작살인        | 조연 김영민                          | 미스터리      | 상업장편                         |
| 2022 | 리멤버                  | 단역 무진비서                        | 드라마        | 상업장편                         |
| 2022 | 드림메이커              | 조연 담임교사                        | 드라마        | 상업장편                         |
| 2022 | 아포리아                | 단역 보호소감독관                    | 드라마        | 상업장편                         |
| 2023 | 빈틈없는 사이           | 단역 원창비서                        | 멜로/로맨스   | 상업장편                         |
| 2023 | 달짝지근해: 7510        | 단역 드라마남주                      | 코미디        | 상업장편                         |
| 2024 | 시민덕희                | 단역 형사2                           | 실화/드라마   | 상업장편                         |
| 2024 | 무도실무관              | 조연 최경사                          | 액션          | 상업장편-넷플릭스                |
| 2024 | 더러운 돈에 손대지 마라 | 단역 휴대폰경찰                      | 범죄          | 상업장편                         |
| 2024 | 소방관 (영화)           | 단역 타대원 1                        | 실화/드라마   | 상업장편                         |
| 2024 | 보이 인 더 풀           | 조연 한승호코치                      | 드라마        | 독립장편-KAFA 작                 |

### 공연
| 연도 | 작품                            | 배역               | 장르 |
| ---- | ------------------------------- | ------------------ | ---- |
| 2014 | 마지막 20분동안 말하다          | '기억하는 남자' 역 | 연극 |
| 2015 | 70분간의 연애                   | 'He' 역            | 연극 |
| 2016 | 옥수동에 서면 압구정동이 보인다 | '박문호' 역        | 연극 |
| 2016 | art (아트)                      | '김규태' 역        | 연극 |
| 2017 | 서툰 사람들                     | '유달수' 역        | 연극 |

## 그 밖의 활동

### 광고
- 모닛 “사랑이아빠 편”
- 유진로봇 아이클레보
- 정관장
- 드시모네
- 환경부 공익광고 미세먼지저감조치
- 백설올리브
- 비즈플레이
- 기상청 지진대비캠페인
- 보건복지부 끊자병법
- 코로나19 예방수칙캠페인
- 풀무원 "정백홍"
- 스피킹맥스 "두근톡"
- 예금보험공사 "착오송금반환지원제도"
- ENCAR
- GS리테일
- 바람의 나라: 연
- 삼성화재
- 대한항공

## 수상 및 후보
| 연도 | 시상식                   | 부문       | 작품       | 결과 |
| ---- | ------------------------ | ---------- | ---------- | ---- |
| 2019 | 제5회 서울웹페스트영화제 | 남우주연상 | 호러먼데이 | 후보 |
| 2022 | 제6회 한중국제영화제     | 신인상     | 히얼오     | 수상 |